# 아바나 영화제
아바나 영화제(Havana Film Festival)는 쿠바의 영화제이다. 매년 12월 쿠바 아바나에서 개최된다. 라틴 아메리카 영화 제작자 육성·증진에 초점을 둔다. 1979년 12월 3일 처음으로 개최되었다.

## 같이 보기
- 과달라하라 국제 영화제